# Šumska češljugovina
Šumska češljugovina (lat. Dipsacus fullonum), biljka je iz porodice češljugovki (Dipsacaceae). Raste u Europi i Aziji. Raste uz vodotokove, te na proplancima i uz puteve.

## Opis
Češljugovina je dvogodišnja biljka. Naraste do 2,5m visine. Stabljika je prekrivena bodljama. Prizemni listovi skupljeni su u rozetu, dugi do 30 cm., te su prekriveni dlakama. Cvijet je ljubičaste boje. Plod nalikuje na veliki čičak.

## Sastav
Smatra se da je kemijski sastav biljke nedovoljno istražen. U biljci su pronađeni iridoidi, flavonoidi, glikozidi i kofeinska kiselina (u travi i korijenu biljke).

## Uporaba
Danas se rijetko koristi kao ljekovita biljka,no treba naglasiti da je primjenu biljke spominjao već Dioskurid.
Ljekovita svojstva korištena su u ruskoj tradicionalnoj medicini. Kao analeptičko i protupalno sredstvo,  u slučaju tuberkuloze i drugih plućnih bolesti preporučuje se uvarak biljke i infuz od korijena. Kao anestetik, diuretik i protuupalno sredstvo tradicionalni iscjelitelji je koriste za bolesti urogenitalnog sustava, te kod reume i gihta. Izvana, infuzija i uvarak koristi se kod različitih kožnih bolesti, ekcema, dermatoze i psorijaze. Alkoholni ekstrakt iz korijena ili nadzemnih dijelova smatra se dobrim lijekom za pukotine na koži i sluznici, kao anestetik se koristi za reumu i giht. Kupke se predlažu kod artritisa. Blagotvorna svojstva biljke također se koriste u homeopatiji. Giht, reumatizam, kožne bolesti i plućna tuberkuloza su popis bolesti kod kojih homeopati propisuju biljne lijekove.
Navodno može pomoći i kod kroničnih oblika lajmske bolesti(borelioze).
Nekada su plodovi korišteni za češljanje vune. Koristi se i kao suho cvijeće.
Medonosna je biljka.

## Vanjske poveznice
http://www.svijetokonas.net/zanimljivosti-iz-prirode/prirodno-je-zdravo/veliki-cicak-ili-cesljugovina-kao-lijek/  Arhivirana inačica izvorne stranice od 3. kolovoza 2017. (Wayback Machine)